# Robert (Auszeichnung)/Beste Regie
Gewinner des dänischen Filmpreises Robert in der 2001 eingeführten Kategorie Beste Regie (Årets Instruktør). Die Dänische Filmakademie (Danmarks Film Akademi) vergibt seit 1984 alljährlich ihre Auszeichnungen für die besten Filmproduktionen und Filmschaffenden Ende Januar beziehungsweise Anfang Februar auf dem Robert Festival in Kopenhagen.
Am erfolgreichsten in dieser Kategorie waren der dänische Regisseur Per Fly und sein Landsmann Lars von Trier, die es bisher auf drei Auszeichnungen brachten.

## Preisträger und Nominierungen 2001–2009
2001
Per Fly – Die Bank (Bænken)
Natasha Arthy – Miracle – Ein Engel für Dennis P. (Mirakel)
Stefan Fjeldmark und Michael Hegner – Hilfe! Ich bin ein Fisch (Hjælp, jeg er en fisk)
Lone Scherfig – Italienisch für Anfänger (Italiensk for begyndere)
Lars von Trier – Dancer in the Dark
2002
Ole Christian Madsen – Kira (En kærlighedshistorie)
Gert Fredholm – Ein Jackpot für Helene (At klappe med een hånd)
Hella Joof – Shake It All About (En kort en lang)
Cæcilia Holbek Trier – Null Bock auf Landluft (Send mere slik)
Kristian Levring – The King Is Alive
2003
Nils Malmros – At kende sandheden
Susanne Bier – Open Hearts (Elsker dig for evigt)
Jesper W. Nielsen – Okay
Helle Ryslinge – Halalabad Blues
Lone Scherfig – Wilbur Wants to Kill Himself (Wilbur begår selvmord)
2004
Per Fly – Das Erbe (Arven)
Christoffer Boe – Reconstruction
Anders Thomas Jensen – Dänische Delikatessen (De grønne slagtere)
Jannik Johansen – Stealing Rembrandt – Klauen für Anfänger (Rembrandt)
Lars von Trier – Dogville
2005
Nikolaj Arcel – King’s Game (Kongekabale)
Annette K. Olesen – In deinen Händen (Forbrydelser)
Nicolas Winding Refn – Pusher II
Simon Staho – Dag och natt
Paprika Steen – Lad de små børn
2006
Per Fly – Totschlag – Im Teufelskreis der Gewalt (Drabet)
Christoffer Boe – Allegro
Anders Thomas Jensen – Adams Äpfel (Adams æbler)
Åke Sandgren – Fluerne på væggen
Lars von Trier – Manderlay
2007
Niels Arden Oplev – Der Traum (Drømmen)
Christoffer Boe – Offscreen
Christian E. Christiansen – Råzone
Pernille Fischer Christensen – En Soap (En soap)
Ole Christian Madsen – Prag
Anders Morgenthaler – Princess
2008
Peter Schønau Fog – Kunsten at græde i kor
Nikolaj Arcel – Insel der verlorenen Seelen (De fortabte sjæles ø)
Ole Bornedal – Bedingungslos (Kærlighed på film)
Anders Morgenthaler – Ekko
Simon Staho – Daisy Diamond
2009
Henrik Ruben Genz – Frygtelig Lykkelig
Kristian Levring – Wen du fürchtest (Den du frygter)
Ole Christian Madsen – Tage des Zorns (Flammen og Citronen)
Annette K. Olesen – Little Soldier (Lille soldat)
Niels Arden Oplev – To Verdener

## Preisträger und Nominierungen ab den 2010er-Jahren
2010
Lars von Trier – Antichrist
Ole Bornedal – Deliver Us from Evil (Fri os fra det onde)
Rumle Hammerich – Headhunter
Hella Joof – Se min kjole
Nils Malmros – Kærestesorger
2011
Tobias Lindholm und Michael Noer – R
Nikolaj Arcel – Die Wahrheit über Männer (Sandheden om mænd)
Susanne Bier – In einer besseren Welt (Hævnen)
Nicolo Donato – Bruderschaft (Broderskab)
Thomas Vinterberg – Submarino
2012
Lars von Trier – Melancholia
Pernille Fischer Christensen – Eine Familie (En familie)
Ole Christian Madsen – Superclassico … meine Frau will heiraten! (SuperClásico)
Carlos Augusto de Oliveira – Rosa Morena
Martin P. Zandvliet – Dirch
2013
Nikolaj Arcel – Die Königin und der Leibarzt (En kongelig affære)
Kaspar Munk – You & Me Forever
Lotte Svendsen – Max pinlig på Roskilde
Susanne Bier – Love Is All You Need (Den skaldede frisør)
Tobias Lindholm – Kapringen
2014
Thomas Vinterberg – Die Jagd (Jagten)
Nils Malmros – Sorg og glæde
Michael Noer – Der Nordwesten (Nordvest)
Mikkel Nørgaard – Erbarmen (Kvinden i buret)
Nicolas Winding Refn – Only God Forgives
2015
Lars von Trier – Nymphomaniac Director’s Cut
Bille August – Silent Heart – Mein Leben gehört mir (Stille hjerte)
Søren Balle – Der Mondfisch (Klumpfisken)
Mikkel Nørgaard – Schändung (Fasandræberne)
Niels Arden Oplev – Speed Walking (Kapgang)
2016
Martin Zandvliet – Unter dem Sand – Das Versprechen der Freiheit (Under sandet)
May el-Toukhy – Lang historie kort
Tobias Lindholm – A War (Krigen)
Michael Noer – Key House Mirror (Nøgle hus spejl)
Christina Rosendahl – The Idealist – Geheimakte Grönland (Idealisten)
2017
Christian Tafdrup – Parents (Forældre)
Rasmus Heisterberg – Im Blut (I blodet)
Jesper W. Nielsen – Der Tag wird kommen (Der kommer en dag)
Thomas Vinterberg – Die Kommune (Kollektivet)
Nicolas Winding Refn – The Neon Demon
2018
Hlynur Pálmason – Vinterbrødre
Fenar Ahmad – Darkland (Underverden)
Mehdi Avaz – Mens vi lever
Annika Berg – Team Hurricane
Christian Tafdrup – Eine fürchterliche Frau (En frygtelig kvinde)
2019
Gustav Möller – The Guilty (Den skyldige)
Bille August – Per im Glück (Lykke-Per)
Christoffer Boe – Verachtung (Journal 64)
Isabella Eklöf – Holiday - Sonne, Schmerz und Sinnlichkeit (Holiday)
Lars von Trier – The House That Jack Built

## Preisträger und Nominierungen ab den 2020er-Jahren
2020
May el-Toukhy – Königin (Dronningen)
Michael Noer – Før frosten
Niels Arden Oplev, Anders W. Berthelsen – Daniel (Ser du månen, Daniel)
Frelle Petersen – Onkel
Ulaa Salim – Sons of Denmark (Danmarks sønner)
2021
Thomas Vinterberg – Der Rausch (Druk)
Anders Thomas Jensen – Helden der Wahrscheinlichkeit (Retfærdighedens ryttere)
Jeanette Nordahl – Wildland (Kød & Blod)
Malou Reymann – Eine total normale Familie (En helt almindelig familie)
Christina Rosendahl – Vores mand i Amerika
2022
Lisa Jespersen – Hvor kragerne vender
Anders Matthesen, Thorbjørn Christoffersen – Der karierte Ninja 2 (Ternet Ninja 2)
Anna Emma Haudal – Venuseffekten
Bille August – Pagten
Charlotte Sieling – Die Königin des Nordens (Margrete den første)
2023
Ali Abbasi – Holy Spider
Christian Tafdrup – Speak No Evil
Frelle Petersen – Resten af livet
Hlynur Pálmason – Vanskabte Land
Niels Arden Oplev – Rose – Eine unvergessliche Reise nach Paris (Rose)
Tea Lindeburg – As in Heaven (Du som er i himlen)